# Kurator sądowy
Kurator sądowy – w myśl ustawy Kodeks karny (art. 115 § 13 pkt 3 kk) funkcjonariusz publiczny, pełniący swoje obowiązki w jednym zespole kuratorskiej służby sądowej i realizujący określone przez prawo zadania o charakterze wychowawczo-resocjalizacyjnym, diagnostycznym, profilaktycznym i kontrolnym, które są związane z wykonywaniem orzeczeń sądu. Kuratorzy sądowi wykonują swoje zadania zarówno w środowisku osób, których dotyczy postępowanie, czyli podopiecznych, w miejscu ich zamieszkania, jak i na terenie zakładów zamkniętych i placówek ich pobytu, w szczególności na terenie zakładów karnych, placówek opiekuńczo-wychowawczych oraz leczniczo-rehabilitacyjnych.
Kuratorów sądowych można podzielić na:
- kuratorów zawodowych, 
  - dla dorosłych – wykonujący orzeczenia w sprawach karnych, którzy zgodnie z art. 2 pkt 6 kkw są organami postępowania wykonawczego,
  - rodzinnych – wykonujący orzeczenia w sprawach rodzinnych i nieletnich
- kuratorów społecznych – wykonujący orzeczenia w jednym z dwóch powyższych zespołów, lecz pełniący swoje zadania społecznie.

Zasady organizacji służby kuratorskiej i wykonywania obowiązków przez kuratorów sądowych oraz status kuratorów sądowych określa odrębna ustawa – Ustawa o kuratorach sądowych

## Status
Kuratorzy sądowi należą, podobnie do prokuratorów, sędziów, referendarzy sądowych oraz ławników w sądach powszechnych, Sądzie Najwyższym i izbach morskich, do funkcjonariuszy w wymiarze sprawiedliwości z ustanowionymi ustawowo strukturami reprezentującymi środowisko. Grupują one wyłącznie określone osoby zatrudnione w hierarchicznych strukturach państwowych i są ich integralną częścią podporządkowaną Ministrowi Sprawiedliwości, nie posiadającą osobowości prawnej, odrębności organizacyjnej ani niezależności finansowej. Z wyjątkiem prokuratorów oraz kuratorów sądowych nie wyłaniają też organów władz krajowych. Stanowią zaledwie środowiskowo-opiniodawczą reprezentacją danej grupy zawodowej niemającą w odniesieniu do tej grupy jakichkolwiek atrybutów władzy, a wyrażającą jedynie jej wspólny głos w ramach instytucji odpowiednio wymiaru sprawiedliwości lub prokuratury i utrzymywaną z budżetu tych instytucji. Formą i uprawnieniami przypominają bardziej samorząd załogi przedsiębiorstwa państwowego, tyle że ograniczony do konkretnego urzędu/organu/stanowiska traktowanego jednocześnie jako zawód. Nie można zatem w ich przypadku mówić o wyposażeniu w atrybuty niezależności samorządowej ani władztwo administracyjne konieczne dla sprawowania pieczy nad zawodem, toteż niezależnie od  ceremonialnego tytułu samorządu, nie są one samodzielnymi samorządami zawodów zaufania publicznego w rozumieniu art. 17 ust. 1 Konstytucji RP, a powołane dla nich organy zwane samorządowymi mają co najwyżej status „innego rodzaju samorządu” w rozumieniu art. 17 ust. 2 oraz organizacji zawodowej w rozumieniu art. 191 ust. 1 pkt 4 Konstytucji RP.
Z powyższych względów wspomniane  zawody/funkcje, włączając w to kuratora sądowego, w żadnym razie nie mogą być uznawane za zawód zaufania publicznego, wbrew często spotykanym lecz błędnym twierdzeniom przeciwnym.

## Wymagania zawodowe
Kuratorem zawodowym, może zostać ten kto:
- posiada obywatelstwo polskie i korzysta z pełni praw cywilnych i obywatelskich,
- jest nieskazitelnego charakteru,
- jest zdolny ze względu na stan zdrowia do pełnienia obowiązków kuratora zawodowego,
- ukończył wyższe studia magisterskie z zakresu nauk pedagogiczno-psychologicznych, socjologicznych lub prawnych albo inne wyższe studia magisterskie i studia podyplomowe z zakresu nauk pedagogiczno-psychologicznych, socjologicznych lub prawnych,
- odbył aplikację kuratorską,
- zdał egzamin kuratorski.

Natomiast do pełnienia funkcji kuratora społecznego może zostać powołana osoba, która odpowiada pierwszym trzem ww. warunkom oraz:
- posiada co najmniej wykształcenie średnie,
- doświadczenie w prowadzeniu działalności resocjalizacyjnej, opiekuńczej lub wychowawczej,
- złożył informację z Krajowego Rejestru Karnego, która jego dotyczy.

Kandydat na kuratora społecznego, swoje podanie o powołanie do pełnienia tej funkcji kieruje do właściwego prezesa sądu rejonowego, za pośrednictwem kierownika zespołu kuratorskiej służby sądowej, w którym chce pełnić funkcje kuratora. W podaniu takim kandydat powinien określić pion, w którym chciałby pełnić funkcje kuratora, tj. pion rodzinny, właściwy dla kuratorów rodzinnych i dla nieletnich lub pion karny, dla kuratorów dla dorosłych. Zgodnie z Ustawą o kuratorach sądowych, kuratora społecznego powołuje, zawiesza w czynnościach i odwołuje prezes sądu rejonowego na wniosek kierownika zespołu.
Z kolei kandydat na aplikanta kuratorskiego, swoje podanie kieruje do właściwego prezesa sądu okręgowego, za pośrednictwem kuratora okręgowego, w którego okręgu chce pracować, jako kurator zawodowy. Aplikacja kuratorska trwa jeden rok. W uzasadnionych wypadkach prezes sądu okręgowego, po zasięgnięciu opinii kuratora okręgowego, może skrócić aplikację kuratorską do 9 miesięcy. Czas trwania aplikacji może zostać także przedłużony na wniosek aplikanta na czas nie dłuższy niż 6 miesięcy w przypadkach, o których mówi Ustawa o kuratorach sądowych.

## Prawa i obowiązki
Kuratorzy sądowi działają przy sądach rejonowych. Natomiast kurator okręgowy, do którego zadań należy m.in. wykonywanie działań niezbędnych dla prawidłowego funkcjonowania kuratorskiej służby sądowej w okręgu, koordynowanie działalności kuratorów sądowych na terenie swego działania, czy też kontrola i ocena pracy kuratorów sądowych – działa przy sądzie okręgowym.
Wykonując swoje obowiązki służbowe, kurator zawodowy ma prawo do:
- odwiedzania w godzinach od 7:00 do 22:00 osób objętych postępowaniem w miejscu ich zamieszkania lub pobytu, a także w zakładach zamkniętych,
- żądania okazania przez osobę objętą postępowaniem dokumentu pozwalającego na stwierdzenie jej tożsamości,
- żądania niezbędnych wyjaśnień i informacji od podopiecznych objętych dozorem, nadzorem lub inną formą kontroli zleconej przez sąd,
- przeglądania akt sądowych i sporządzania z nich odpisów w związku z wykonywaniem czynności służbowych oraz dostępu do dokumentacji dotyczącej podopiecznego i innych osób objętych postępowaniem,
- żądania od Policji oraz innych organów lub instytucji państwowych, organów samorządu terytorialnego, stowarzyszeń i organizacji społecznych w zakresie ich działania, a także od osób fizycznych pomocy w wykonywaniu czynności służbowych.

Powyższe uprawnienia również przysługują kuratorowi społecznemu w związku z wykonywaniem przez niego czynności zleconych przez sąd lub kuratora zawodowego.

### Kuratorzy sądowi wykonujący orzeczenia w sprawach karnych
Kuratorzy sądowi dla dorosłych przede wszystkim:
- sprawują dozory wobec osób poddanych okresowi próby, w związku z zastosowaniem:
  - warunkowego umorzenia postępowania karnego,
  - warunkowego zawieszenia wykonania kary pozbawienia wolności,
  - warunkowego przedterminowego zwolnienia z kary pozbawienia wolności.
- przeprowadzają na zarządzenie sądu lub innego uprawnionego organu szereg wywiadów środowiskowych zarówno na etapie postępowania karnego wykonawczego (vide art. 14 § 1 k.k.w.), jak i postępowania karnego procesowego (vide art. 214 § 1 k.p.k.).

Nadto stricte już sądowi kuratorzy zawodowi:
- kontrolują i organizują wykonanie kary ograniczenia wolności oraz pracy społecznie użytecznej, orzeczonej w zamian za karę grzywny,
- kontrolują w okresie próby wykonanie nałożonych na skazanych lub sprawców czynów karalnych tzw. obowiązków probacyjnych, czyli tych związanych z poddaniem próbie, a określonych w art. 72 Kodeksu karnego, jak i zachowanie tych osób,
- nadzorują wykonanie środka karnego, określonego w art. 41a k.k. (vide art. 181a § 2 Kodeksu karnego wykonawczego),
- udzielają pomocy w ramach Funduszu Pomocy Pokrzywdzonym oraz Pomocy Postpenitencjarnej osobom zwolnionym z zakładów karnych i aresztów śledczych i ich rodzinom oraz rodzinom osób pozbawionych wolności.
- wykonują czynności związane z organizowaniem i kontrolowaniem wykonywania kary pozbawienia wolności poza zakładem karnyn w systemie dozoru elektronicznego (SDE).

Stosownie do art. 173 § 2 k.k.w. do obowiązków sądowego kuratora zawodowego należy w szczególności: 
- sprawowanie dozorów w stosunku do skazanego lub sprawcy,
- kontrolowanie w okresie próby wykonania przez skazanego lub sprawcę nałożonych na niego obowiązków,
- składanie wniosków o zmianę okresu próby w sprawach dotyczących wykonywania postanowienia o warunkowym zwolnieniu,
- składanie wniosków o podjęcie postępowania warunkowo umorzonego,
- składanie wniosków o ustanowienie, rozszerzenie lub zmianę obowiązków w okresie próby, o zwolnienie od wykonania tych obowiązków albo o oddanie pod dozór lub zwolnienie od dozoru,
- składanie wniosków o odroczenie lub o przerwę w wykonaniu kary lub o odwołanie odroczenia lub przerwy w wykonaniu kary,
- składanie wniosków o warunkowe zwolnienie i o odwołanie warunkowego zwolnienia,
- składanie wniosków o zarządzenie wykonania kary, której wykonanie warunkowo zawieszono, oraz o wykonanie kary zastępczej,
- składanie wniosków dotyczących wykonania kary ograniczenia wolności,
- udzielanie pomocy postpenitencjarnej,
- udział w posiedzeniach sądu, w wypadkach wskazanych w ustawie,
- podejmowanie czynności mających na celu przygotowanie skazanego do zwolnienia z zakładu karnego,
- przeprowadzanie na żądanie uprawnionych organów postępowania wykonawczego wywiadów środowiskowych,
- wykonywanie czynności związanych z organizowaniem i kontrolowaniem wykonywania kary ograniczenia wolności,
- wykonywanie innych czynności wynikających z niniejszej ustawy oraz przepisów odrębnych.

Ponadto, stosownie do art. 173a § 1 k.k.w., sądowy kurator zawodowy może zobowiązać skazanego lub sprawcę oddanego pod dozór lub zobowiązanego do powstrzymania się od nadużywania alkoholu lub używania środków odurzających lub substancji psychotropowych do poddania się badaniom na obecność w organizmie alkoholu, środków odurzających lub substancji psychotropowych, przy użyciu metod niewymagających badania laboratoryjnego, a także badania takie przeprowadzić.
Natomiast stosownie do art. 174 k.k.w. do zakresu działania sądowego kuratora społecznego (również automatycznie zawodowego) należy w szczególności:
- odwiedzanie osób, których dotyczy postępowanie, w miejscu ich zamieszkania lub pobytu, w tym również w zakładach karnych, oraz kontaktowanie się z ich rodziną,
- żądanie niezbędnych informacji i wyjaśnień od osób znajdujących się w okresie próby, objętych dozorem lub tych, na które nałożono obowiązki,
- współdziałanie z właściwymi stowarzyszeniami, organizacjami i instytucjami w zakresie poprawy warunków bytowych i zdrowotnych, zatrudnienia i szkolenia osób, których dotyczy postępowanie wykonawcze,
- współdziałanie z administracją zakładów karnych w zakresie odpowiedniego przygotowania skazanych do zwolnienia,
- przeglądanie akt sądowych i sporządzanie z nich odpisów w związku z wykonywaniem czynności zleconych przez sąd,
- przeprowadzanie wywiadów środowiskowych i zbieranie niezbędnych informacji od organów administracji rządowej, samorządu terytorialnego, zakładów pracy, stowarzyszeń, organizacji i instytucji,
- podejmowanie innych czynności niezbędnych dla prawidłowego wykonywania kar, środków karnych i środków zabezpieczających,
- udzielanie skazanym innej stosownej pomocy.

Z dniem 26 marca 2013 roku weszło w życie Rozporządzenie Ministra Sprawiedliwości z dnia 26 lutego 2013 r. w sprawie sposobu wykonywania obowiązków i uprawnień przez kuratorów sądowych w sprawach karnych wykonawczych, które zostało wydane na mocy delegacji ustawowej z art. 176 k.k.w. dla ministra sprawiedliwości, w myśl którego określa szczegółowy sposób wykonywania obowiązków i uprawnień przez kuratorów sądowych, szczegółowy sposób wykonywania obowiązków i uprawnień przez stowarzyszenia, organizacje, instytucje i osoby, którym powierzono sprawowanie dozoru, a także sposób i tryb wykonywania dozoru stosowanego w związku z orzeczonymi karami, środkami karnymi, zabezpieczającymi i profilaktycznymi oraz tryb wyznaczania przedstawicieli przez stowarzyszenia, organizacje i instytucje, uwzględniając potrzebę sprawnego wykonywania orzeczeń sądu, zapobieżenia powrotowi sprawcy do przestępstwa i wsparcia jego społecznej readaptacji. Rozporządzenie to zostało zastąpione przez Rozporządzenie Ministra Sprawiedliwości z dnia 13 czerwca 2016 r. w sprawie sposobu i trybu wykonywania czynności przez kuratorów sądowych w sprawach karnych wykonawczych (Dz.U. z 2024 r. poz. 1455).

### Kuratorzy sądowi wykonujący orzeczenia w sprawach rodzinnych i nieletnich
Kuratorzy sądowi rodzinni w szczególności:
- sprawują nadzory w sprawach opiekuńczych, dotyczących:
  - ograniczenia władzy rodzicielskiej (art. 109 § 2 pkt 3 k.r.o.),
- sprawują nadzory nad nieletnimi w związku z:
  - zastosowaniem środka wychowawczego, określonego w art. 7 pkt 5 u.w.r.n.[6],
  - warunkowym zwolnieniem z zakładu poprawczego,
  - warunkowym odstąpieniem od umieszczenia w zakładzie poprawaczym,
  - warunkowym zawieszeniem umieszczenia w zakładzie poprawczym,
- kontrolują wykonywanie kurateli lub opieki nad osobami częściowo lub całkowicie ubezwłasnowolnionymi,
- sprawują nadzory wobec osób uzależnionych od alkoholu, zobowiązanych do leczenia odwykowego,
- przeprowadzają na zarządzenie sądu szereg wywiadów środowiskowych na różnym etapie postępowania sądowego oraz w sprawach, pozostających w kompetencji sądu rodzinnego i cywilnego, w szczególności:
  - w sprawach opiekuńczych, dot. osób małoletnich,
  - w sprawach małżeńskich (np. w sprawach o rozwiązanie małżeństwa lub separację),
  - o zezwolenie na zawarcie małżeństwa przez osobę małoletnią,
  - w sprawach nieletnich,
  - w sprawach o przysposobienie małoletniego,
- biorą udział w ustanowionych przez sąd kontaktach rodziców z małoletnimi dziećmi,
- wykonują orzeczenie sądu o przymusowym odebraniu osoby podlegającej władzy rodzicielskiej lub pozostającej pod opieką,
- kierują ośrodkiem kuratorskim i pracują w nim.